# Metsaääre (Kehtna)
Metsaääre – wieś w Estonii, prowincji Rapla, w gminie Kehtna.